# 斯图拉德尔蒙费拉托河

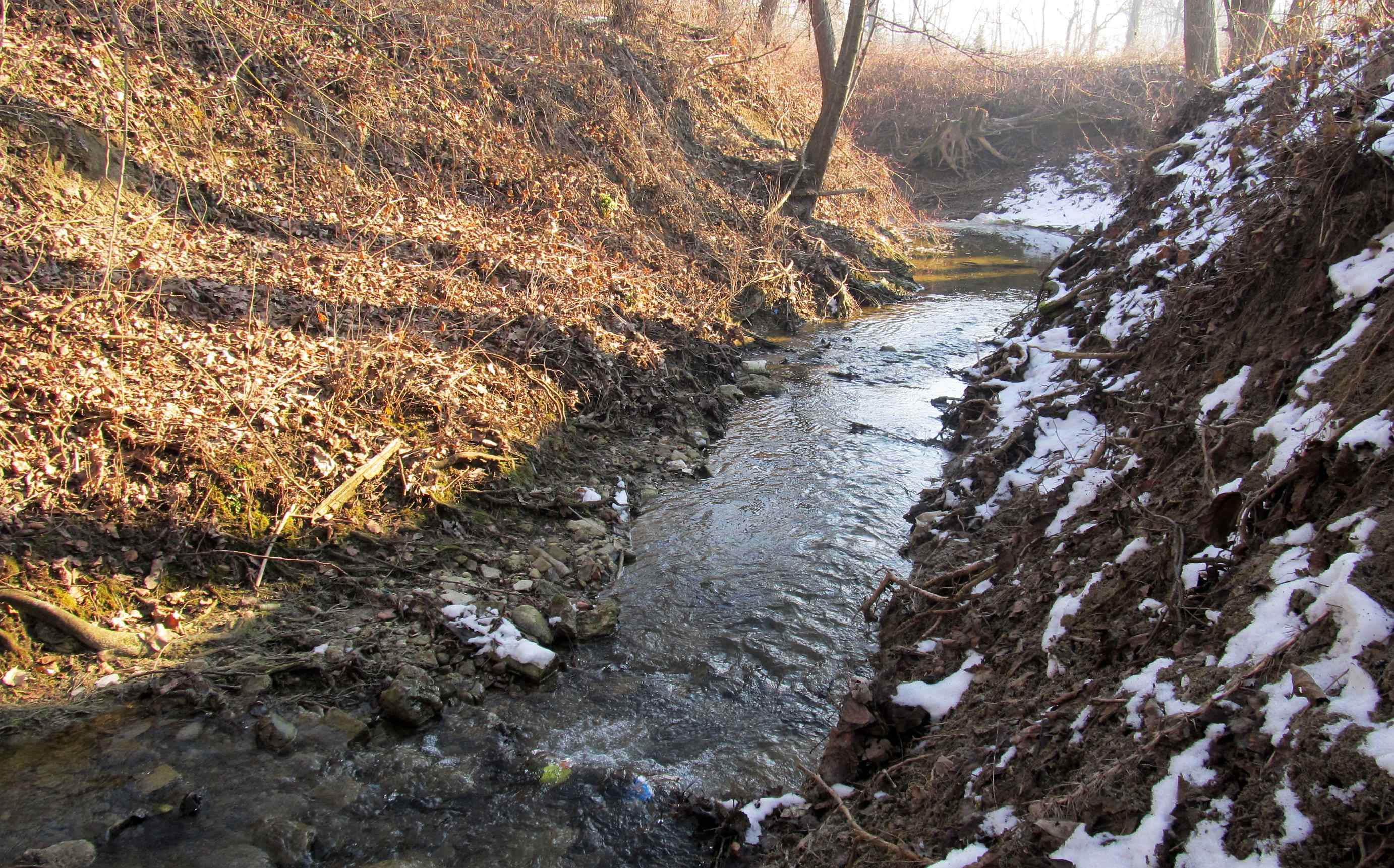

斯图拉德尔蒙费拉托河（意大利语：Stura del Monferrato，意为“蒙费拉托的斯图拉河”）是意大利的河流，屬於波河的右支流，河道全長36.7公里，平均流量每秒3.2立方米，發源自莫蘭森戈附近，河口處在蓬泰斯圖拉附近。
45°08′55″N 8°20′51″E / 45.14861°N 8.34750°E